# Nina Schenk Gräfin von Stauffenberg
Nina Schenk Gräfin Von Stauffenberg (em russo: Нина фон Штауффенберг), nascida como Magdalena Elisabeth Vera Lydia Herta Von Lerchenfeld (Kowno, Império Russo, 27 de agosto de 1913 – 2 de abril de 2006) foi a esposa do coronel Claus Schenk Graf von Stauffenberg, líder do atentado de 20 de julho de 1944 para assassinar Adolf Hitler, após o qual ela foi presa e colocada sob custódia, onde ela deu à luz sua filha mais nova.

## Biografia
Nina e Claus Schenk Graf Von Stauffenberg encontraram-se pela primeira vez por volta de 1930 e se casaram em 26 de Setembro de 1933 em Bamberg. De acordo com a tradição do pai de Von Stauffenberg, as crianças do casal foram criadas na religião católica, embora a própria mãe de Nina e Stauffenberg seguissem os preceitos da religião Protestante. Desta união nasceram cinco filhos:
- Berthold Maria Schenk Graf Von Stauffenberg (n. 1934)
- Heimeran Schenk Graf Von Stauffenberg (n. Bamberg, 9 de julho de 1936), solteiro
- Franz Ludwig Schenk Graf Von Stauffenberg (n. 1938)
- Valerie Ida Huberta Karoline Anna Maria Schenk Von Stauffenberg Gräfin (Bamberg, 15 de novembro de 1940 - Munique, 4 de junho de 1966), casou em 4 de abril de 1964 com Heino Von L'Estocq (nascido em Potsdam, 6 de abril de 1935)
- Konstanze Gräfin Schenk Von Stauffenberg (n. Frankfurt an der Oder, janeiro de 1945), casou em 08 abril de 1967 com Dietrich von Schultheiss-Rechberg (nascido em Zurique, 13 de outubro de 1937)

Após a tentativa fracassada de seu marido para assassinar Hitler (Von Stauffenberg foi executado na noite de 21 de Julho), a Condessa Von Stauffenberg foi presa pela Gestapo e levada sob custódia (de acordo com a nova lei nazista, restabelecer a antiga prática de Sippenhaft.). O governo colocou seus quatro filhos em um orfanato em Bad Sachsa, Baixa Saxônia, sob o falso sobrenome Meister.
Nina von Stauffenberg estava grávida no momento da morte de Stauffenberg e deu à luz seu quinto filho, Konstanze, em Janeiro de 1945, enquanto estava presa num centro de maternidade nazista em Frankfurt an der Oder. Neste mesmo ano, sua própria mãe, Anna, morreu em um campo russo.
Até o final da Segunda Guerra Mundial, Nina tinha sido transferida para a província italiana de Bolzano, onde foi mantida como refém em troca da rendição incondicional nazista. Após a guerra, ela se reuniu com sua família na sede da família Stauffenberg em Albstadt, Baden-Württemberg.

## Morte

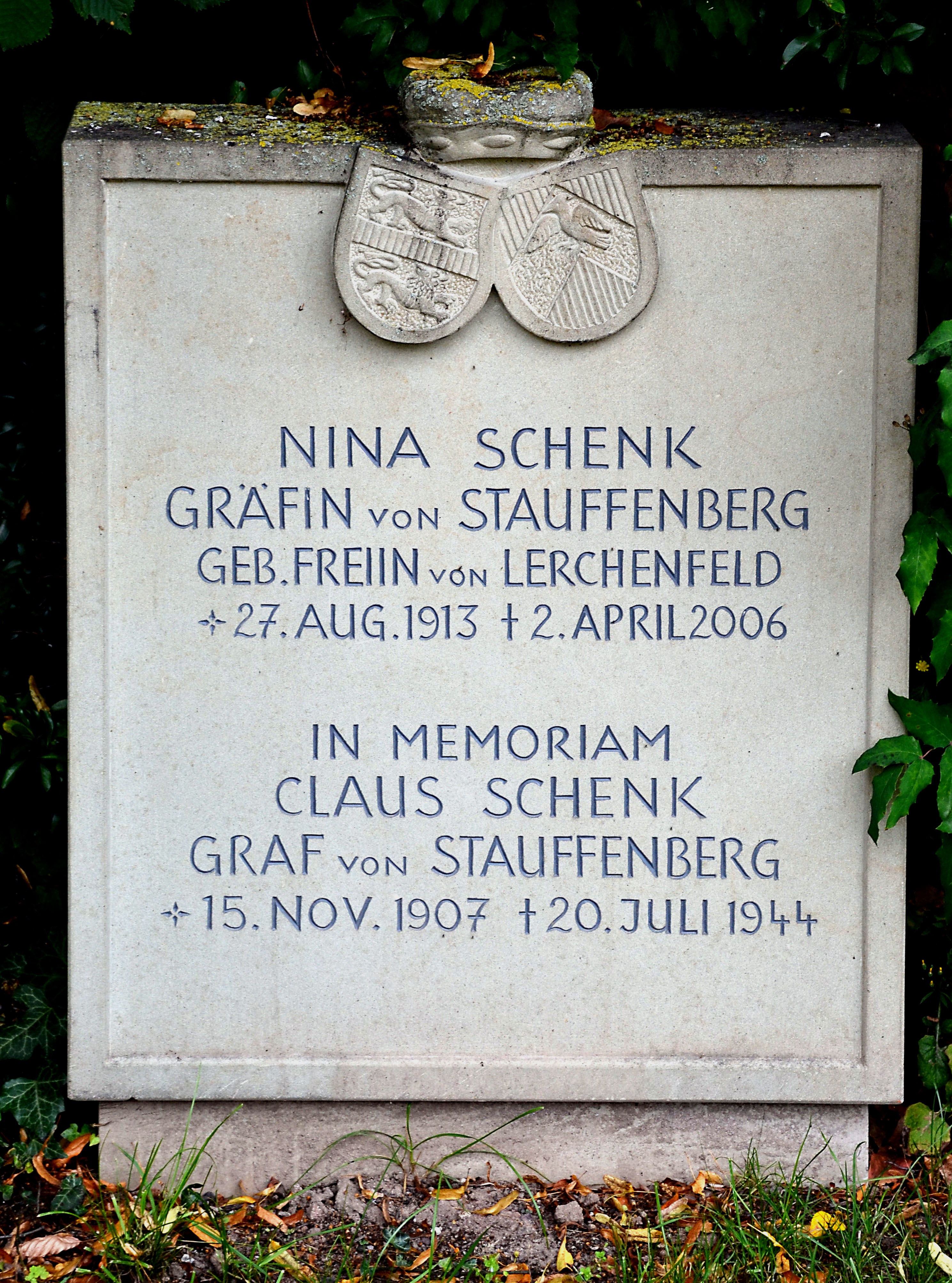

Nina Schenk von Stauffenberg Gräfin faleceu em 2 de abril de 2006, aos 92 anos, em Kirchlauter perto de Bamberg, na Baviera e foi enterrada seis dias depois.

## Representação nos meios de comunicação
A atriz holandesa Carice van Houten a retratou no filme de 2008, Valkyri
e.